# Округ Џексон (Тексас)
Округ Џексон (енгл. Jackson County) је округ у америчкој савезној држави Тексас. По попису из 2010. године број становника је 14.075.

## Демографија
Према попису становништва из 2010. у округу је живело 14.075 становника, што је 316 (2,2%) становника мање него 2000. године.
| Група             | 2000.         | 2010.         |
| Белци             | 9.546 (66,3%) | 8.855 (62,9%) |
| Афроамериканци    | 1.099 (7,6%)  | 988 (7,0%)    |
| Азијати           | 56 (0,4%)     | 50 (0,4%)     |
| Хиспаноамериканци | 3.551 (24,7%) | 4.079 (29,0%) |
| Укупно            | 14.391        | 14.075        |